# Isaac Berger
Isaac "Ike" Berger (Jerusalém, 16 de novembro de 1936 — 7 de junho de 2022) foi um americano, campeão mundial e olímpico em halterofilismo.

## Carreira
Berger ganhou medalha de ouro nos Jogos de Melbourne 1956, na categoria até 60 kg, com 352,5 kg no total combinado (107,5 kg no desenvolvimento [disciplina abolida em 1973], 107,5 no arranque e 137,5 no arremesso). Nos Jogos Olímpicos de Roma 1960, ele levantou 362,5 kg no total combinado e ficou com a prata, atrás do soviético Ievgueni Minaiev, com 372,5 kg. Em 1964, nos Jogos de Tóquio, ele ganhou a segunda prata olímpica, com 382,5 kg (122,5+107,5+152,5), atrás do japonês Yoshinobu Miyake, com 397,5 kg (122,5+122,5+152,5).
Ike Berger foi campeão mundial por duas vezes e conquistou duas medalhas de ouro em Jogos Pan-Americanos, na categoria até 60 kg.